# Каменний Міст (озеро)
Кам'яний міст - озеро на Інському поозер'ї, біля міста Хоцивель Старгардського повіту, на Помор'ї. Озеро розташоване в північно-західній частині кінці Інського природного парку, за 2 км на схід від міста Хоцивель.
За даними Хоцивельської міської ради поверхні водосховища становить 58,1 га, а середня глибина — 3 м.
Озеро має витягнуту форму з довжиною 2 км. Біля західного берега озера знаходиться село Кам'яний міст і - більше на північ - Любліно, при якому з озера витікає річка Кропель.
Кам'яномощанське озеро зменшується, міліє через замулення та заростання. Берег водойми вкритий "кожухом" болотяної рослинності, яка розширює свій засяг. Частини обмерлих рослин опускаються на дно, заповнюючи басейн озера відкладень гитії і торфу. Заростання призвело до виникнення трьох плавучих островів перетином 30-60 м, покритих пишною рослинністю з переважанням вільхи. Ці острови змінюють своє положення в залежності від напрямку і сили вітру. Велика коренева система підсилює відділено від почвогрунту брили і запобігає її розпаду.
Через скрутний доступ до берегів озера немає місць для купання та плавання; акваторія використовується рибалками. За типологією рибальських озер воно є линово-щупаковим.